# Adam Johnson (escriptor)
Adam Johnson (Dakota del Sud, 12 de juliol de 1967) és un escriptor estatunidenc. Va guanyar el Premi Pulitzer de 2013 per la novel·la The Orphan Master's Son i el National Book Award de 2015 pel recull de contes Fortune Smiles. És professor a la Universitat Stanford.

## Trajectòria
El 1992 es va llicenciar en periodisme amb un Bachelor of Arts per la Universitat Estatal d'Arizona. El 1996 es va graduar amb un Master of Fine Arts en Escriptura Creativa per la Universitat Estatal de McNeese i el 2000 es va doctorar en llengua anglesa per la Universitat Estatal de Florida. Posteriorment ha treballat com a professor associat al Departament d'Anglès de la Universitat Stanford.
Johnson ha escrit relats curts per a publicacions com Esquire, Harper's, Playboy, Paris Review, The New York Times o Tin House. El 2002 va publicar el seu primer recull, Emporium. La seva primera novel·la, Parasites Like Us, publicada un any més tard, va guanyar el California Book Award.
El 2012 va publicar The Orphan Master's Son, una novel·la ambientada a Corea del Nord que va ser guardonada amb el Premi Pulitzer de ficció i finalista del Premi del Cercle de Crítics Nacional del Llibre. El 2015 va publicar el seu segon recull de contes, Fortune Smiles, que va rebre el National Book Award a la categoria de ficció.

## Obres

### Novel·les
- Parasites Like Us (2003)
- The Orphan Master's Son (2012)

### Reculls de contes
- Emporium (2002)
- Fortune Smiles (2015)

## Premis i reconeixements
- Premi Pulitzer de ficció 2013 i Dayton Literary Peace Prize 2013 per The Orphan Master's Son
- National Book Award 2015 i The Story Prize 2015 per Fortune Smiles